# 汝吉小学旧址
汝吉小学，位于中国云南省丽江市古城区大研街道五一社区文明巷61号。

## 历史
汝吉小学创建于清乾隆二年（1737年），原名忠孝馆，民国年间改称喜祗园小学、文治义尚小学。1983年11月，为纪念知名校友、战斗英雄戴汝吉（1922-1983）心系家乡，捐款办学，学校更名为汝吉小学。

## 保护
2012年10月26日，汝吉小学旧址公布为第二批丽江市文物保护单位。2021年，汝吉小学旧址被列为云南省第一批不可移动革命文物。